# Yucatán
För andra betydelser, se Yucatán (olika betydelser).
Yucatán är en av Mexikos delstater och är beläget i den östra delen av landet, på Yucatánhalvön och med kust mot Mexikanska golfen. Den har 1 874 235 invånare (2007) på en yta av 38 402 km². Administrativ huvudort och klart största stad är Mérida. Delstaten omfattar flera historiska platser från mayakulturen, bland annat Chichén Itzá och Uxmal. Den nordvästra delen av delstaten täcks av Chicxulubkratern, som är en rest av ett 65 miljoner år gammalt meteoritnedslag som enligt vissa teorier kan ha varit orsaken till massutdöendet av dinosaurier och andra djurgrupper vid denna period.

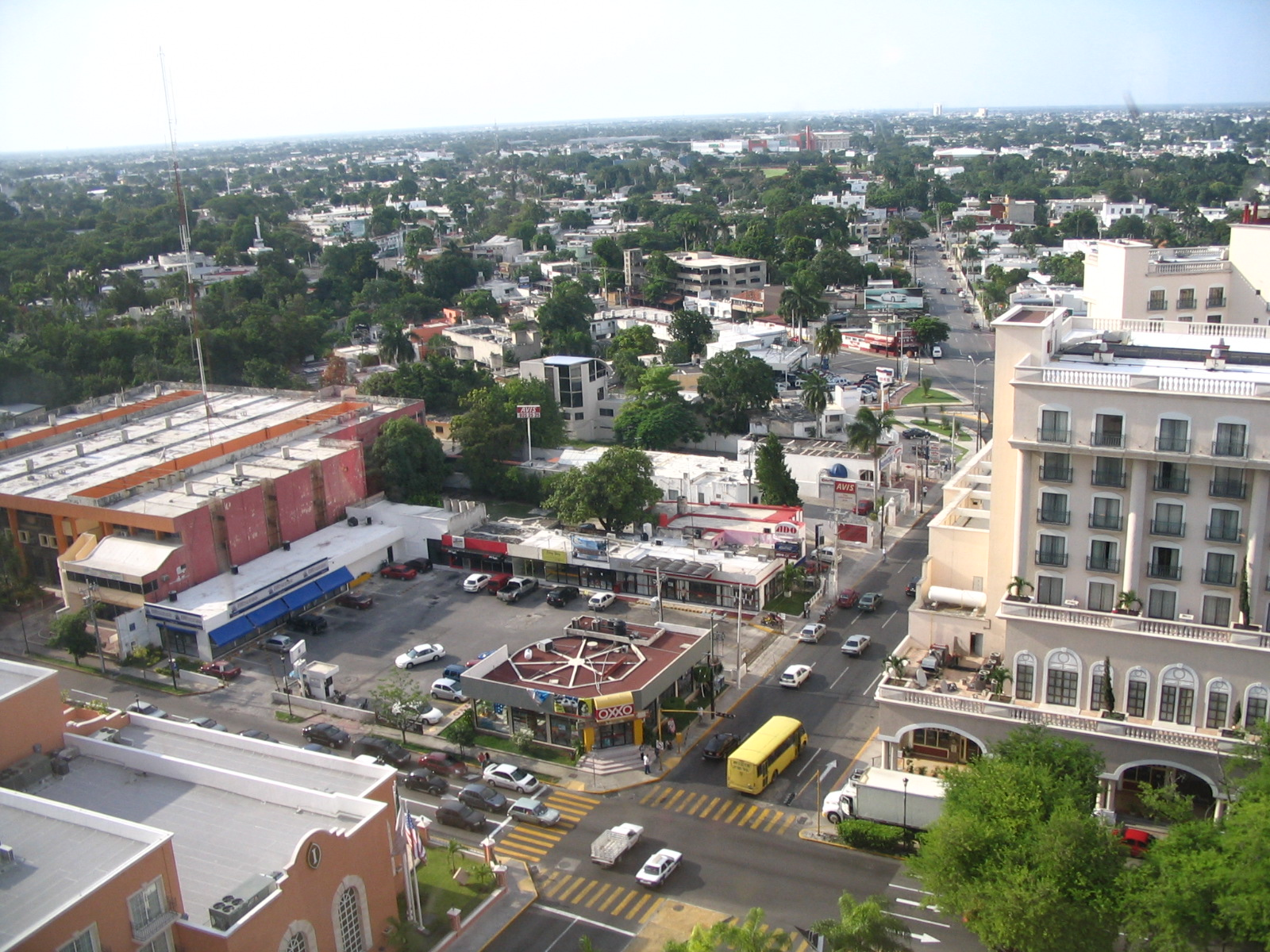
Mérida, Yucatán, 2006

Mellan 1841 och 1848 var Yucatán en självständig republik.